# Homonota darwinii
Homonota darwinii este o specie de șopârle din genul Homonota, familia Gekkonidae, descrisă de Boulenger 1885.

## Subspecii
Această specie cuprinde următoarele subspecii:
- H. d. macrocephala
- H. d. darwinii